# L'imperatore Jones
L'imperatore Jones (The Emperor Jones) è un'opera teatrale del drammaturgo statunitense Eugene O'Neill, esordita a New York nel 1920. Il dramma racconta dell'intraprendente afroamericano Brutus Jones, un lavoratore delle ferrovie imprigionato per omicidio, poi fuggito in un'isola caraibica dove si autoproclama imperatore. La pièce racconta la storia di Brutus attraverso una serie di flashback mentre il dittatore si nasconde nella foresta per fuggire al popolo locale, che gli si è ribellato contro.
Originariamente intitolato The Silver Bullet, L'imperatore Jones è una delle opere più sperimentali di O'Neill, che mischia espressionismo e realismo attraverso un narratore non affidabile. Il dramma offre inoltre un commento all'occupazione statunitense di Haiti, che scatenò una serie di rivolte sanguinose. L'opera è stata anche influenzata dalle allucinazioni che O'Neill sperimentò mentre attraversava le foreste dell'Honduras in cerca d'oro nel 1909. La figura di Jones è inoltre ispirata a quella del presidente di Haiti Vilbrun Guillaume Sam, la cui breve e violenta presidenza si concluse con il suo linciaggio.

## Trama
Nei due anni dopo la sua precipitosa fuga in un'isola caraibica, Brutus Jones si autoproclama imperatore dell'isola. Il suo potere non si basa solo sulla violenza, ma anche sulla superstizione: quando uno dei suoi nuovi sudditi tenta di sparargli, la pistola si inceppa e Jones coglie l'occasione per annunciare di essere protetto da un incantesimo grazie al quale solo un proiettile d'argento potrebbe ucciderlo. All'inizio del dramma, Jones da imperatore accumula un'enorme fortuna grazie alle esose tasse che impone ai locali. Il malcontento dei nativi dell'isola li porta alla rivolta e gli abitanti invocano i loro demoni e dei della foresta per liberarsi del dittatore.
Tormentato dal suono dei tamburi, Brutus Jones fugge nella foresta per scappare ai suoi sudditi e qui l'uomo rivive tutte le esperienze che lo hanno portato a questo: dalla gioventù in Congo al rapimento e alla schiavitù negli USA, l'umiliante lavoro nelle ferrovie, l'omicidio di un altro afroamericano e l'imprigionamento. Il contrabbandiere Smithers parla con Lem, il leader della rivolta, e dalle sue parole si capisce che ha opinioni contrastanti su Jones, anche se sembra comunque preferirlo ai rivoltosi. Alla fine Jones muore trafitto da una pallottola d'argento: secondo le superstizioni locali quello era l'unico modo di ucciderlo, ma anche il modo in cui Jones intendeva suicidarsi in caso di cattura.

## Storia delle rappresentazioni

### Il debutto
The Emperor Jones ebbe la sua prima alla Provincetown Playhouse di New York il 1º novembre 1920, con Charles Sidney Gilpin nel ruolo eponimo. La performance di Gilpin ottenne recensioni molto positive, ma l'attore fu costantemente in conflitto con O'Neill, visto che continuava a modificare il testo per evitare di pronunciare la parole "nigger", che sostituiva con i meno offensivi "Negro" e "colored" nel corso delle rappresentazioni. O'Neill reagì male alla variazioni di Gilpin, arrivando a minacciare di picchiarlo.
The Emperor Jones fu il primo grande successo commerciale di O'Neill, tanto che la pièce fu presto trasferita in un teatro più capiente. L'opera rimase in cartellone per 204 rappresentazioni e il cast originale si imbarcò in un tour di due anni negli Stati Uniti per portare The Emperor Jones a un pubblico più vasto.

### Altre rappresentazioni
Nonostante Gilpin continuò ad interpretare Brutus Jones nel tour statunitense, i suoi continui litigi con O'Neill alla fine portarono al suo licenziamento e l'attore fu rimpiazzato con il più giovane Paul Robeson. Robeson interpretò Jones in occasione del primo revival di Broadway di The Emperor Jones nel 1925, per poi tornare a interpretare la parte in occasione nella prima londinese in scena all'Ambassadors Theatre nello stesso anno. Nel 1941 l'attore tornò a recitare nel dramma per l'ultima volta all'Ivoryton Playhouse di Ivoryton.
Nel 1926 Gilpin diresse ed interpretò un nuovo allestimento dell'opera al Myfair Theatre di Manhattan, ottenendo recensioni positive che portarono il dramma a rimanere in cartellone per oltre due mesi; Moss Hart al suo debutto sulle scene interpretava Smithers. Allestimenti successivi del dramma sono stati messi in scena a Los Angeles (1938), Manchester (1980), New York (1993 e 2009) e Londra (2005 e 2007).

## Adattamenti
L'imperatore Jones ha goduto di numerosi adattamenti cinematografici e televisivi. Nel 1933 il regista Dudley Murphy ha realizzato il primo adattamento cinematografico del dramma con Paul Robeson nel ruolo dell'eponimo protagonista. Nello stesso anno Louis Gruenberg ha riadattato il testo di O'Neill e composto la partitura di un omonimo adattamento operistico di The Emperor Jones, debuttata alla Metropolitan Opera House nel gennaio 1933; il baritono Lawrence Tibbett cantò il ruolo del protagonista in blackface. Nel 1936 Paul Robeson cantò un'aria dell'opera nel film Song of Freedom.
La BBC ha realizzato due trasposizioni televisivi della pièce, rispettivamente nel 1938 e nel 1953. Un altro adattamento televisivo fu realizzato negli Stati Uniti nel 1955 con Ossie Davis, mentre Heitor Villa-Lobos realizzò un balletto ispirato a The Emperor Jones ed interpretato dal ballerino José Limón. Un nuovo adattamento televisivo britannico fu realizzato nel 1958, seguito nel 1960 da una trasposizione australiana.

## Traduzioni in italiano
- L'imperatore Jones, traduzione di Ada Gobetti, Torino, Frassinelli, 1932, SBN TO00140318.